# Bongabon
Bongabon est une localité de la province de Nueva Ecija, aux Philippines. En 2015, elle compte 64 173 habitants.